# Kohlentrimmer

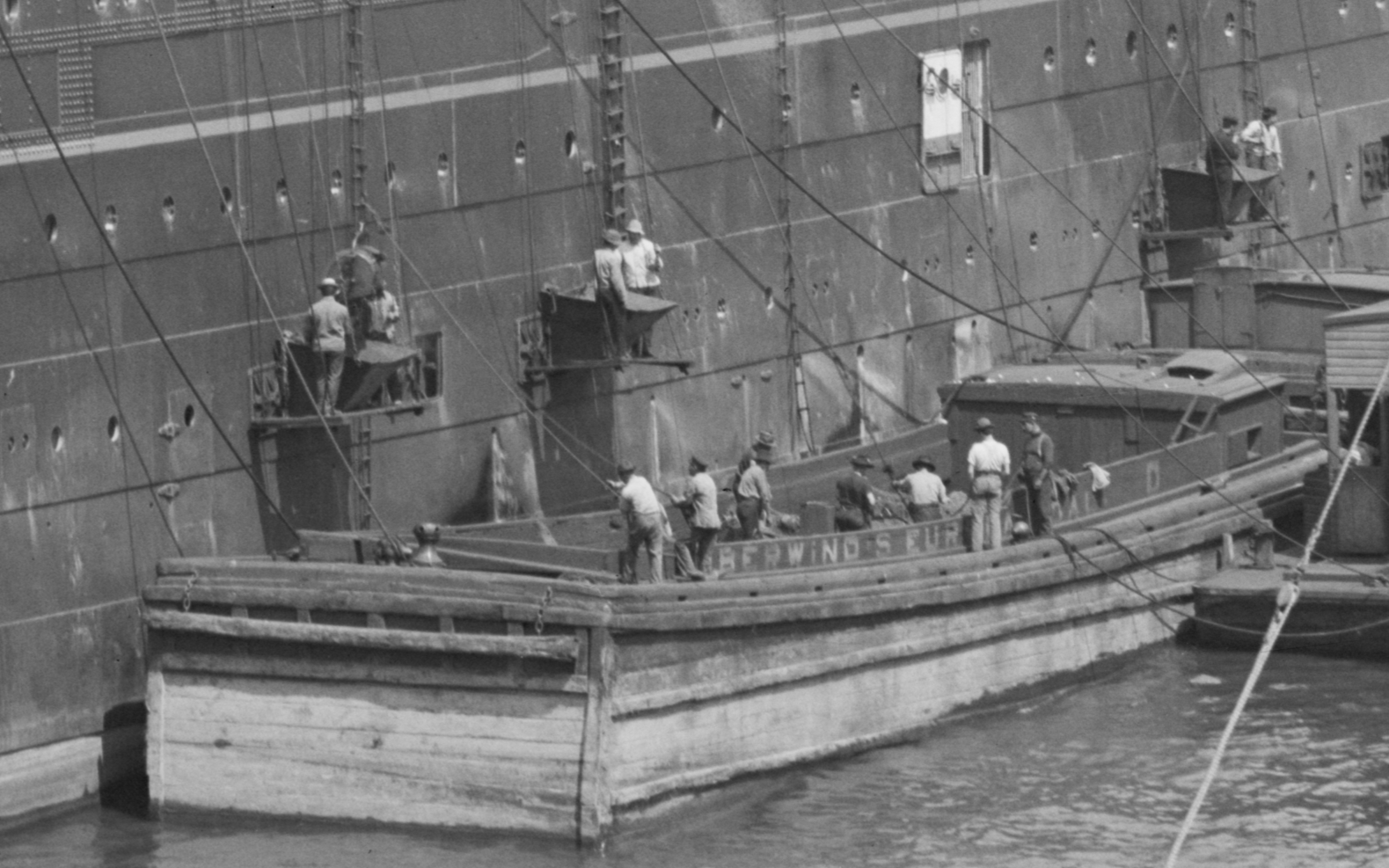
Kohlentrimmer beim Bunkern des Ozeandampfers Rotterdam in Hoboken (New Jersey)

Der Kohlentrimmer oder auch Kohlenzieher war ein Beruf in der See- und Binnenschifffahrt, und zwar sowohl in der Handelsschifffahrt als auch der Marine. Der Kohlentrimmer hatte die Aufgabe, auf mit Kohle befeuerten Dampfschiffen die Kohle aus den zum Teil weit vom Kesselraum entfernten Kohlebunkern heranzuschaffen. Die eigentliche Feuerung der Kessel zur Dampferzeugung übernahmen die Schiffsheizer. Mit der Verbreitung der Ölfeuerung und der Einführung von dieselgetriebenen Schiffen verlor der Beruf an Bedeutung und besteht heute nicht mehr.
Die Arbeit wurde in der Regel im Dreiwachen-Törn gefahren. Das bedeutete, dass ein Trimmer vier Stunden arbeitete, acht Stunden Ruhezeit hatte und dann nochmals einen Törn von vier Stunden Arbeit plus acht Stunden Ruhezeit abhielt. Vierundzwanzig Stunden bestanden folglich aus acht Stunden Arbeit und sechzehn Stunden Freiwache.
Die Arbeitsbedingungen der Trimmer waren nach heutigen Maßstäben oftmals nahezu unzumutbar. Die Kohlebunker waren lichtlose, verwinkelte und mit Spanten, Stützen und Stringern durchzogene Schiffsräume, die zum Teil in gleicher Höhe, zum Teil höher als die Kesselräume lagen. Die Kohle wurde, sofern sie nicht selbständig aus den Bunkerlöchern rieselte, mithilfe von Trimmerschaufeln in Schubkarren geschaufelt. Die Schubkarren wurden dann über Holzbohlen, die auf der Kohle lagen, zum Kesselraum gebracht und dort vor den Kesseln ausgeladen. In den Bunkern, die oft mit stickiger Luft und Kohlenstaub gefüllt waren, diente eine einfache Kabellampe als notdürftige Beleuchtung. In hohen Bunkern, die über mehrere Decks reichten, war die Arbeit oft gefährlich, wenn sich die Kohlen lawinenartig lösten und, durch Trichterbildung während des Abschaufelns oder durch Seegang hervorgerufen, nach unten rutschten.
Die Kohlentrimmer standen auf der untersten Stufe der Bordhierarchien. Schiffsheizer begannen meist als Kohlentrimmer und konnten nach zwei Jahren in den Kesselraum wechseln.